# Globulă Bok

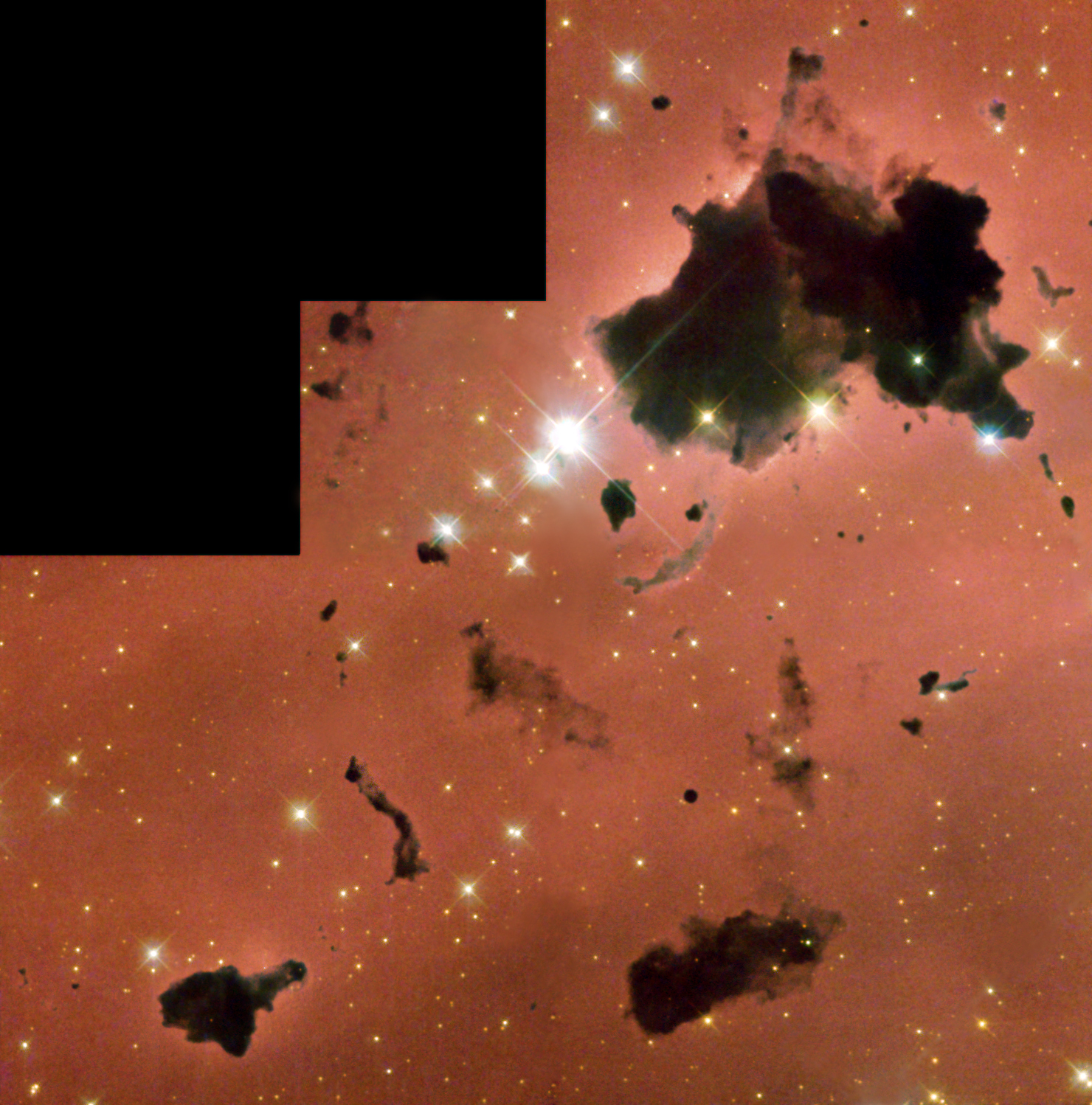
Globule Bok în regiune H II IC 2944, imagine preluată de camera WFPC2 de pe Telescopul Spațial Hubble.

Globulele Bok sau Globulele lui Thackeray sunt nori de praf cosmic dens și de gaz din care uneori are loc formarea unei noi stele. Globulele Bok se găsesc în regiunile H II și au de obicei o masă de aproximativ 2 - 50 de mase solare conținută într-o regiune de cca. un an lumina sau mai mult. Conțin hidrogen molecular (H2), oxizi de carbon și heliu și în jur de 1% (de masă) praf de silicat. Globulele Bok cel mai frecvent duc la formarea de sisteme stelare duble sau multiple.